# Áras an Uachtaráin

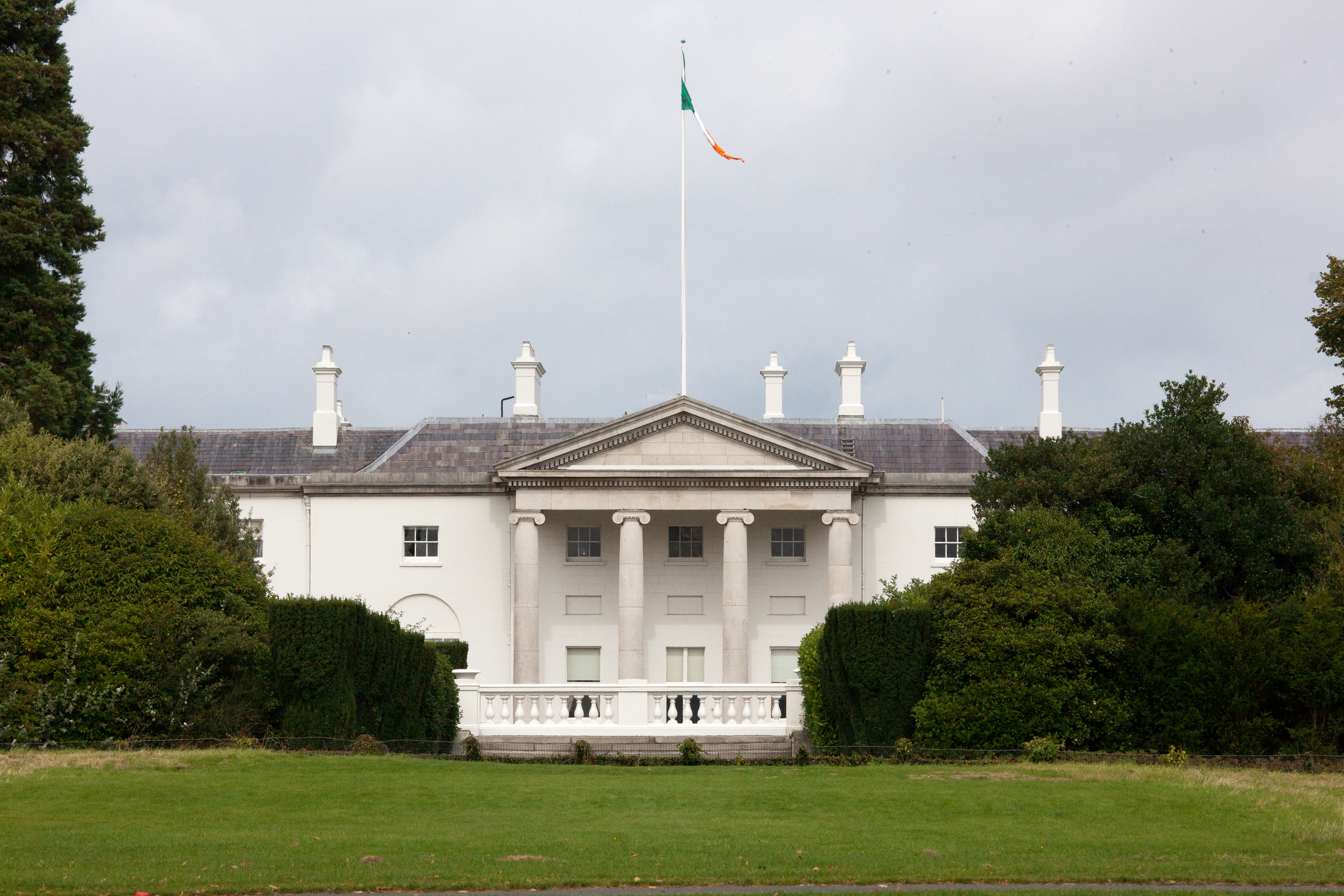
Nordfassade

Áras an Uachtaráin [ˈɑːɾəs ə ˈn̪uəxt̪əɾɑːnʲ] (irisch für „die Residenz des Präsidenten“) ist der Amtssitz des Präsidenten von Irland im Phoenix Park in Dublin. Der Name wird als Pars pro toto auch für das irische Präsidialamt gebraucht.

## Entstehung
Das Originalgebäude wurde durch den Parkaufseher und Amateur-Architekten Nathaniel Clements gestaltet. Der Baubeginn war im Jahre 1751. Die Regierung des britischen Lord Lieutenant of Ireland (allgemein als Viceroy, Vizekönig, bezeichnet) kaufte das Gebäude als Sommersitz 1782 von Clements für 25.000 £. Die offizielle Residenz des Vizekönigs waren die Viceregal Apartments im Dublin Castle. Das Gebäude im Park wurde als Viceregal Lodge (Vizekönigliches Landhaus) bezeichnet. Dort lebte der Lord Lieutenant die meiste Zeit des Jahres seit den 1820er Jahren. Von Januar bis zum 17. März (Saint Patrick’s Day), der sog. Irish Social Season, lebte er hingegen im Dublin Castle. Der englische Landschaftsarchitekt Decimus Burton richtete in den 1840er Jahren die Gartenanlage ein. Anlässlich des Besuchs von Königin Victoria wurde 1849 ein Ostflügel errichtet. 1852 wurde das Gebäude an das Dubliner Gasnetz angeschlossen, 1908 erfolgte die Versorgung mit Elektrizität. 1911 erfuhr das Gebäude eine erneute größere Erweiterung zum Besuch des Königs Georg V. und seiner Ehefrau.
Im Phoenix Park befanden sich einst drei Staatsresidenzen. Neben der Viceregal Lodge waren dies die Chief Secretary’s Lodge (heute Deerfield genannt, genutzt als Botschaft der Vereinigten Staaten) und die Under Secretary’s Lodge (die spätere Apostolische Nuntiatur, heute abgerissen).

## Die Phoenix-Park-Morde
1882 geschahen auf dem Gelände die Phoenix-Park-Morde. Der Chief Secretary for Ireland (das britische Kabinettsmitglied mit Zuständigkeit für irische Angelegenheiten), Lord Frederick Cavendish, und sein Unterstaatssekretär Thomas Henry Burke wurden von mehreren Männern angegriffen und durch vielfache Stiche mit Skalpellen ermordet, als sie auf dem Rückweg vom Dublin Castle zur Viceregal Lodge waren. Die Täter waren Angehörige der Irish National Invincibles, einer radikalen Abspaltung der Irish Republican Brotherhood. Der damalige Lord Lieutenant John Spencer, 5. Earl Spencer hörte die Schreie der Opfer durch das Fenster seiner Residenz.

## Residenz des Generalgouverneurs des Irischen Freistaats
Mit der Bildung des Irischen Freistaats 1922 wurde das Amt des Lord Lieutenant abgeschafft. Der neue Staat wollte den Vertreter der Krone, den Generalgouverneur des Irischen Freistaates Tim Healy, in einer neuen und kleineren Residenz unterbringen. Wegen Drohungen der Gegner des Anglo-Irischen Vertrags, der IRA, wurde er jedoch vorübergehend in der Viceregal Lodge untergebracht. Es blieb die Residenz des Generalgouverneurs bis 1932, als der dritte und letzte Amtsträger Domhnall Ua Buachalla in ein angemietetes Wohnhaus im Südteil Dublins zog.

## Residenz des Präsidenten Irlands

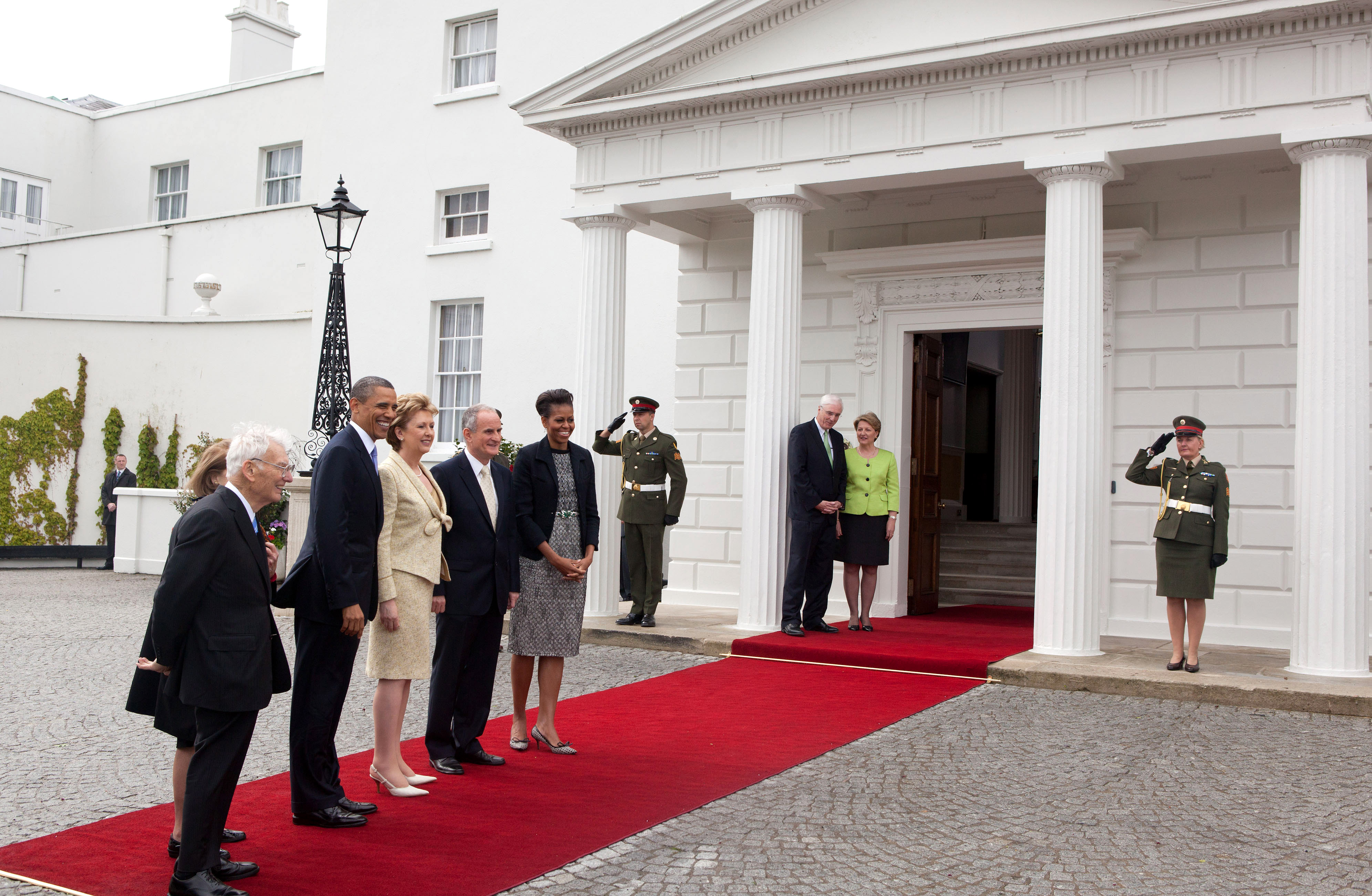
Präsidentin Mary McAleese begrüßt US-Präsident Obama und seine Ehefrau Michelle Obama beim Áras an Uachtaráin am 23. Mai 2011.

Das Gebäude stand für einige Jahre leer, bis das Amt des Präsidenten Irlands (Uachtarán na hÉireann) 1937 geschaffen wurde. 1938 zog der erste Präsident Douglas Hyde ein. Es gab Pläne, einen neuen Präsidentenpalast anstelle der Viceregal Lodge zu errichten. Der Ausbruch des Zweiten Weltkrieges rettete jedoch das Gebäude, das nunmehr in Áras an Uachtaráin umbenannt wurde. 1945 war das Gebäude bereits sehr mit dem Amt des Präsidenten verbunden, so dass ein Abriss nicht mehr in Frage kam, obwohl allein der schlechte Zustand einen teilweisen Neubau notwendig machte, insbesondere die Küchen, Dienstbotenquartiere und die Kapelle. Seither wurden weitere Restaurierungsarbeiten durchgeführt.

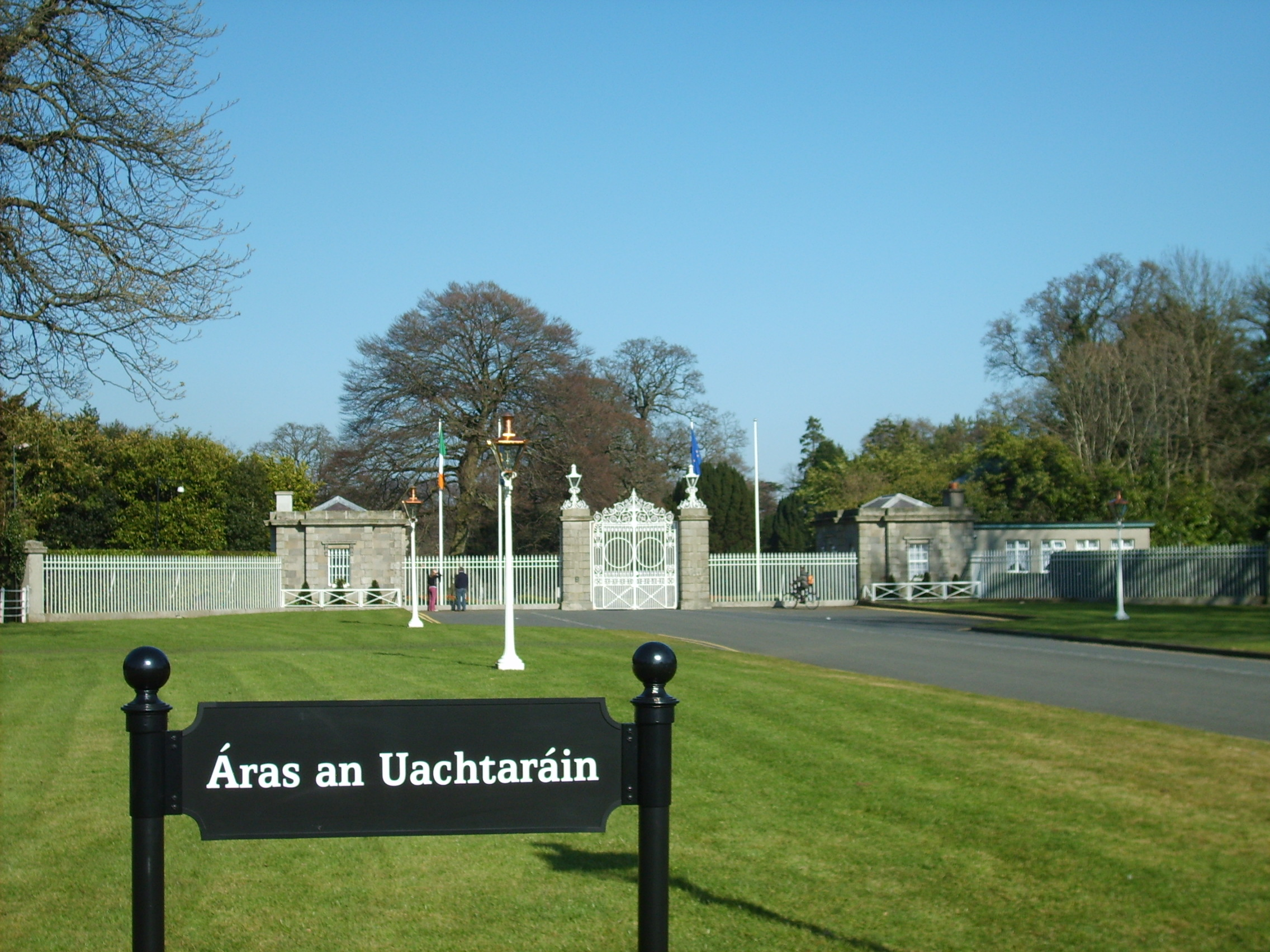
Das Haupttor zum Áras an Uachtaráin befindet sich neben dem Phoenix Monument im Zentrum des Parks

Der erste Präsident Douglas Hyde lebte in den Wohnquartieren des ersten Stockwerks des Hauptgebäudes. Spätere Präsidenten zogen in den neuen Flügel, der zum Besuch König Georgs V. 1911 errichtet wurde. 1990 zog Mary Robinson zurück in das Hauptgebäude. Ihre Nachfolgerin Mary McAleese lebte wiederum im Flügel von 1911.
Obwohl Áras an Uachtaráin wahrscheinlich nicht so prunkvoll wie andere Amtssitze europäischer Staatsoberhäupter ist, mit nur einer Handvoll repräsentativer Räume (dem State Drawing Room, den kleinen und großen Esszimmern, dem Büro des Präsidenten und der Bibliothek, einem großen Ballraum und dem Präsidentenkorridor mit den Büsten ehemaliger Präsidenten, dem sog. Francini Corridor) und einigen Schlafzimmern aus dem 18. und 19. Jahrhundert im Hauptgebäude, ist es eine vergleichsweise komfortable Staatsresidenz.
Alle Taoisigh und Regierungsmitglieder erhalten ihre Amtsurkunden vom Präsidenten im Áras an Uachtaráin, ebenso alle Richter, Generalstaatsanwälte, der Comptroller and Auditor General und höhere Offiziere der Irischen Streitkräfte. Es ist auch der Tagungsort für die Treffen der Presidential Commission und des Staatsrates.
Áras an Uachtaráin beherbergt auch das Hauptquartier der Garda Mounted Unit der Garda Síochána.
Das Office of Public Works richtet die privaten Räume des Áras an Uachtaráin für die Präsidentenfamilie komplett ein.

## Besucher
Staatsgäste werden normalerweise nicht im Áras an Uachtaráin untergebracht. Obwohl es 92 Räume enthält, werden viele Räume zur Unterbringung von Präsidentenunterlagen, für Haushalts- und offizielles Personal, einschließlich militärischer Aides-de-camp, dem Sekretär des Präsidenten und Pressebüros benötigt. 2001 wurde eine Gästeresidenz in der Nähe in einem früheren Anwesen der Guinness-Familie namens Farmleigh eingerichtet.
Áras an Uachtaráin ist jeden Sonnabend für geführte Besuchergruppen geöffnet. Der Zutritt ist kostenlos.